# Amara montivaga
Amara (Amara) montivaga – gatunek chrząszcza z rodziny biegaczowatych, podrodziny Pterostichinae i pleminia Zabrini.

## Taksonomia
Gatunek został opisany w 1825 roku przez Jacoba Struma.

## Opis
Ciało długości od 7,8 do 9,2 mm, czarne ze stroną grzbietową z silnym zielonym lub niebieskim połyskiem, silnie szerokie i wypukłe o tułowiu krótszym niż u spokrewnionych gatunków. Pokrywy najszersze w pobliżu ramion, z punktem u nasady skróconego rzędu przytarczkowego. Rzędy pokryw pogłębiające się ku wierzchołkowi, a międzyrzędy ku niemu coraz bardziej wypukłe. Kolec końcowy goleni przednich odnóży pojedynczy. Uda mniej lub bardziej przyciemnione. Golenie czarne lub ciemnobrązowe. Odnóża w całości ciemne. Czułki przyciemnione, jednak 3 pierwsze człony i nasada 4 rude. Grzbietowa powierzchnia ciała prawie zawsze metaliczna. Przedplecze najszersze w pobliżu kątów tylnych, o bokach silnie zaokrąglonych i zbiegających się ku przodowi, a podstawie niepunktowanej i o słabo widocznym wgnieceniu. Przypodstwaowy, uszczeciniony punkt przedplecza odsunięty od bocznej krawędzi. Przednie kąty przedplecza bardziej kanciaste i nieco bardziej wystające niż u A. nitida.

## Biologia i ekologia
Chrząszcz ten żyje na suchych, nasłonecznionych glebach z dużą ilością żwiru i gliny, unikając gleb piaszczystych. Spotykany zwykle na południowo nachylonych stokach i skarpach. Zasiedla zwłaszcza obszary górskie.

## Występowanie
W Europie wykazany z Andory, Austrii, Belgii, Bośni i Hercegowiny, Bułgarii, Białorusi, Czech, Chorwacji, Finlandii, Francji, Hiszpanii, Holandii, Irlandii, byłej Jugosławii, Luksemburgu, Liechtensteinu, Mołdawii, Niemiec, Norwegii, obwodu królewieckiego, Polski, europejskiej Rosji, Rumunii, Sardynii, Słowacji, Słowenii, Szwecji, Szwajcarii, Ukrainy, Węgier, Wielkiej Brytanii i Włoch. Poza Europą znany z Kazachstanu, obwodu irkuckiego na Syberii oraz Kaukazu.